# Avenida Italia
La avenida Italia es una importante avenida de la ciudad de Montevideo, Uruguay. Se inicia en la zona de Tres Cruces, frente al Hospital Italiano; con su nombre homenajea al país de cuyos inmigrantes descienden alrededor del 40 % de los uruguayos.
Tiene un recorrido casi paralelo al de la Av. Gral Rivera, la Rambla de Montevideo y el camino Carrasco, constituyendo la principal arteria de conexión con la red de carreteras que llevan al este del país. Desde 2012 se prevé su ensanche y mejora para absorber mejor el tráfico vehicular.
Luego de atravesar varios barrios en dirección hacia el este, termina en el departamento de Canelones, en el puente de las Américas, bifurcándose en la Av. Ing. Luis Giannattasio (que atraviesa la Ciudad de la Costa) y la Av. de las Américas (que conduce al Aeropuerto Internacional de Carrasco y a las rutas Interbalnearia y 101).
Hasta la primera mitad del siglo XX, la actual avenida Italia se había llamado camino Aldea.
En 2017 se presentó un proyecto para construcción de un túnel para Avenida Italia por debajo de la Avenida Centenario. El 3 de mayo de 2021 quedó oficialmente en funcionamiento dicho túnel, también conocido como pasaje a desnivel en la intersección de la avenida Italia y Centenario, habilitandose en primera instancia la senda que va hacia el Centro (sentido oeste). Fue terminado meses después y es el tercer túnel con el que cuenta la ciudad de Montevideo, luego del túnel de Av. 8 de octubre y el del Palacio municipal.